# Ornellaia e Masseto
Ornellaia e Masseto (рус. Орнелла́йя э Массе́то, до 2012 года Tenuta dell’Ornellaia, рус. Тэну́та дэль Орнелла́йя) — итальянское винодельческое хозяйство, расположенное в тосканском субрегионе Болгери. Производит красные сухие вина с собственных виноградников:
- «супертосканское» Орнеллайя Болгери Супериоре (Ornellaia Bolgheri Superiore DOC)
- Ле Серре Нуовэ дель Орнеллайя Болгери красное (Le Serre Nuove dell’Ornellaia Bolgheri DOC Rosso)
- Ле Вольте Тоскана (Le Volte Toscana IGT)
- «супертосканское» мерло Массето (Masseto IGT Toscana),
- «супертосканское» Массетино (92% мерло плюс 8% каберне франк, с 2017)[1].

В 1998 году вино «Орнеллайя» возглавило рейтинг авторитетного винного журнала «Wine Spectator», а в 2001 году этот рейтинг возглавило вино «Массето».
Также в хозяйстве производят традиционное оливковое масло первого холодного отжима — Ornellaia Extra Vergine di Oliva и граппу Grappa di Ornellaia.

## История
Хозяйство было основано в 1981 году маркизом Лодовико Антинори (из тосканской семьи Антинори, которая занимается виноделием уже много столетий) при непосредственном участии «отца калифорнийского каберне» Андрея Челищева. Место для виноградника было специально выбрано в Болгери — тосканском субрегионе, расположенном вблизи побережья Тирренского моря. Как рассчитывали создатели, именно здесь, благодаря сочетанию мягкого средиземноморского климата и особенностям местных почв, бордоские сорта винограда позволят производить вино, не уступающее всемирно известному Sassicaia. На заключительном этапе к команде присоединился бордоский консультант Мишель Роллан.
Как рассказывается в документальной ленте «Мондовино», в 2002 году акции хозяйства Антинори выкупил американский миллионер-винодел Роберт Мондави. В июне 2002 года 50 % акций хозяйства были проданы Мондави маркизу Фрескобальди — представителю винодельческого семейства, столетиями конкурировавшего с Антинори. С 2006 года хозяйство полностью входит в группу компаний «Маркези де Фрескобальди», холдинга «Тенуте ди Тоскана» (Tenute di Toscana) и компании «S.P.I.». В 2012 году Фрескобальди переименовали хозяйство из Tenuta dell’Ornellaia в Ornellaia e Masseto, чтобы подчеркнуть равное значение обеих марок вина.